# Rociana del Condado
Rociana del Condado is een gemeente in de Spaanse provincie Huelva in de regio Andalusië met een oppervlakte van 72 km². In 2007 telde Rociana del Condado 7020 inwoners.

## Demografische ontwikkeling
Bron: INE, 1857-2011: volkstellingen